# 妮诺·齐克劳里
妮诺·齐克劳里（羅馬化：Nino Tsiklauri，1993年7月1日—）格鲁吉亚女子高山滑雪运动员，参加了2010年、2014年冬奥会。她曾为2014年冬季奧林匹克運動會喬治亞代表團和2022年冬季奧林匹克運動會喬治亞代表團担任旗手。